# 巴尔萨斯河畔圣费利斯
巴尔萨斯河畔圣费利斯是巴西马拉尼昂州的一个市镇。总面积2032.302平方公里，总人口4344人，人口密度2.1人/平方公里。